# Grote Synagoge van Sighet
De Grote Synagoge van Sighet of  Chassidische Synagoge of de Nieuwe Synagoge is een chassidische synagoge of sjoel in Sighet (Hongaars: Máramarossziget, Duits: Marmaroschsiget, Jiddisch: סיגעט). Het oorspronkelijke gebouw stamde uit 1790, maar werd ergens na de Tweede Wereldoorlog door brand verwoest. 
De synagoge werd tussen 2017 en 2021 herbouwd in de originele bouwstijl en op dezelfde plek waar deze synagoge voor de brand te vinden was. Het was daarmee sinds 1940 de eerste chassidische synagoge die in Europa gebouwd werd. De New York Hasidic community was verantwoordelijk voor de financiering. De synagoge werd ingewijd op 5 november 2021.
Sighet had voor de Tweede Wereldoorlog merendeels een chassidisch joodse bevolking. Hierdoor was het een belangrijk bolwerk voor deze specifieke religieuze stroming, meer specifiek voor de Satmar gemeenschap of nog specifieker de Sighet-gemeenschap, die onder leiding staat van de familie Teitelbaum. 
De synagoge is de grootste van Oost-Europa. Naast een synagoge beschikt het gebouwencomplex ook over een Jesjiva, hotel, koosjer restaurant, huis voor de rebbe en herdenkingsmonument voor onder andere Rebbe Teitelbaum en is dit een bedevaartsoord voor volgers van deze chassidische stroming. 
Naast deze synagoge bevindt zich in Sighet ook de Kleine Synagoge van Sighet of Wisnitzer Kloiz Synagoge.